# El Dorado Speedway
El Dorado Speedway es un autódromo mexicano ubicado en Aldama, Chihuahua. Actualmente alberga una vez al año la carrera nocturna de la NASCAR México Series.
Su trazado es el de un óvalo de 1 kilómetro, más específicamente es un triovalo con forma de D, con un peralte de 20 grados en las curvas, 14 grados en la recta principal y 11 en la recta trasera, y una anchura de 20 metros en las curvas y 16 en las rectas. La pista está recubierta de material cemento hidráulico. El autódromo obtuvo el Premio como El mejor autódromo de México en 2012.
La idea y el proyecto fue originado como una inquietud de un grupo de fanáticos del deporte motor, y decidieron construir un Óvalo en el estado de Chihuahua para la afición de deporte motor del estado y con la intención de que sobre todo que pudiera ser sede de carreras de autos nacionales e internacionales. Luego, se eligió a la ciudad de Aldama como el lugar donde se construirá el circuito El Dorado Speedway, debido a sus grandes extensiones de tierra así como por el apoyo por parte del Lic. César Duarte Gobernador del estado y C.P.A Óscar Dávila Presidente Municipal de la ciudad de Aldama. Fue entonces cuando el 13 de diciembre de 2011, cuando se presentó este proyecto a la sociedad Chihuahuense en la plaza del Ángel, y fue inaugurado el circuito el 28 de octubre de 2012.

## Ganadores

### NASCAR México Series
| Año  | Fecha           | Piloto           | Marca  |
| ---- | --------------- | ---------------- | ------ |
| 2012 | 28 de octubre   | Rubén Pardo      | Toyota |
| 2013 | 11 de mayo      | Daniel Suárez    | Toyota |
| 2014 | 7 de septiembre | Rubén Pardo      | Toyota |
| 2015 | 28 de junio     | Ruben García Jr. | Toyota |
| 2015 | 4 de octubre    | Ruben García Jr. | Toyota |